# Agiasos
Agiasos (grec: Αγιάσος) és una petita ciutat i un antic municipi de l'illa de Lesbos, al nord de l'Egeu, Grècia.
Des de la reforma del govern local del 2011, es va convertir en una unitat municipal que forma part de Lesbos, amb una superfície de 79.924 km². Es troba als vessants del mont Olimp, a una alçada de 475 metres (1,558 ft), 26 quilometres (16 mi) de Mitilene.
És coneguda pel seu paisatge de color verd brillant, els seus estrets carrers empedrats, cases de teulades, l'arquitectura tradicional i els seus inquiets i religiosos habitants. Té diverses institucions culturals com la societat lectora d'Anaptixi, creada el 1894, quan el poble encara estava sota domini turc. Avui té una gran biblioteca, una sala de teatre, un museu de folklore i una organització activa que intenta continuar les tradicions que van passar els antics habitants.